# Echthroplexiella kozlovi
Echthroplexiella kozlovi är en stekelart som beskrevs av Trjapitzin 1972. Echthroplexiella kozlovi ingår i släktet Echthroplexiella och familjen sköldlussteklar.
Artens utbredningsområde är Kazakstan. Inga underarter finns listade i Catalogue of Life.